# Paweł Leończyk
Paweł Leończyk (Stargard, 5 ottobre 1986) è un cestista polacco.
Alto 203 cm, gioca come ala grande.

## Carriera
Con la Polonia ha disputato i Campionati europei del 2011.

## Palmarès
- Campionato polacco: 1

Włocławek: 2017-18
- Supercoppa polacca: 2

Trefl Sopot: 2013
Włocławek: 2017